# Acamante (figlio di Eussoro)
Acamante (in greco antico: Ἀκάμας?, Akámas) è un personaggio della mitologia greca, citato anche nell'Iliade di Omero.

## Mitologia

### Le origini
Acamante era un nobile tracio figlio di Eussoro, fratello di Enete e zio di Cizico, il re giovinetto dei Dolioni che fu ucciso per sbaglio dagli Argonauti.

### La morte
Acamante ebbe vita lunga e intensa, il che gli permise di prendere parte a molti eventi bellici tra cui la guerra di Troia, che ebbe inizio molti anni dopo la morte del nipote Cizico; egli fu probabilmente uno tra i più anziani combattenti per la difesa della città. 

Insieme a Piroo era a capo del primo contingente di Traci (quello che intervenne sin dall'inizio del conflitto) mentre il giovane re Reso si sarebbe infatti aggiunto solo al decimo anno. 

Acamante morì in battaglia pochissimi giorni prima che arrivasse Reso e ad ucciderlo fu una lancia che Aiace Telamonio gli piantò in fronte.